# Palmarito de la Sierra
Palmarito de la Sierra är en ort i Mexiko.   Den ligger i kommunen Mocorito och delstaten Sinaloa, i den västra delen av landet, 1 100 km nordväst om huvudstaden Mexico City. Palmarito de la Sierra ligger 225 meter över havet och antalet invånare är 223.
Terrängen runt Palmarito de la Sierra är varierad. Runt Palmarito de la Sierra är det mycket glesbefolkat, med 6 invånare per kvadratkilometer. Närmaste större samhälle är Sitio de Abajo, 19,1 km sydost om Palmarito de la Sierra. I omgivningarna runt Palmarito de la Sierra växer huvudsakligen savannskog.